# Изабелла (принцесса Таранто)
Изабелла де Клермон, также известна как Изабелла Тарентская (итал. Isabella di Chiaromonte; ок. 1424, Таранто — 30 марта 1465, Неаполь) — княгиня Тарентская (1463—1465), королева-консорт Неаполитанского королевства (1458—1465), титулярная королева Иерусалимская (1463—1465).

## Биография
Родилась в Таранто. Старшая дочь Тристана де Клермонта (Тристано ди Кьярамонте), графа Копертино (1380 — ок. 1432), и Екатерины дель Бальцо Орсини (ум. 1430), племянница и наследница Джованни Антонио дель Бальцо Орсини (1386—1463), князя Тарентского и графа ди Лечче. Её бабка по материнской линии, Мария д’Энгиен (1367—1446), была королевой-консортом Неаполитанского королевства с 1407 по 1414 год.
30 мая 1444/1445 года Изабелла де Клермон вышла замуж за герцога Калабрии Фердинанда Арагонского (1423—1494), внебрачного сына Альфонсо V, короля Арагона, Сицилии и Неаполя. Король Альфонсо V Арагонский в 1442 году окончательно подчинил своей власти Неаполитанское королевство и одержал победу над герцогами Анжуйскими, и, таким образом, стал новым сюзереном Изабеллы и её семьи.
Король Альфонсо V Арагонский устроил их брак, чтобы приобрести для своего любимого внебрачного сына Фердинанда собственное княжество в Южной Италии. Альфонсо стремился породнить своих детей с влиятельными феодальными семьями Неаполитанского королевства. В будущем Фердинанд и Изабелла должны были унаследовать княжество Таранто. Этот брак также укреплял королевскую власть над правителями Тарентского княжества.
В 1463 году после смерти своего дяди, Джованни Антонио дель Бальцо Орсини, не имевшего законного потомства, Изабелла и её супруг Фердинанд, герцог Калабрии, унаследовали Тарентское княжество. Также Изабелла унаследовала претензии на престол Иерусалимского королевства.
27 июля 1458 года после смерти Альфонсо V, по его воле новым королем Неаполитанского королевства стал его старший внебрачный сын, Фердинанд I Арагонский (1458—1494), а Изабелла стала королевой-консортом. К этому моменту у них было несколько собственных детей, старшим из которых был 10-летний принц Альфонсо.
30 марта 1465 года Изабелла скончалась и была похоронена в церкви Сан-Пьетро Мартире в Неаполе. Ей наследовал её старший сын, Альфонсо (1448—1495), герцог Калабрии, будущий король Альфонсо II Неаполитанский и Иерусалимский (1494—1495).
Король Фердинанд I в 1476 году женился вторым браком на своей кузине, инфанте Хуане Арагонской (1454—1517), дочери своего дяди, короля Хуана II Арагонского и Хуаны Энрикес.

## Дети
У Изабеллы и Фердинанда было шесть детей:
- Альфонсо II (4 ноября 1448 — 18 декабря 1495), король Неаполя (1494—1495)
- Элеонора (22 июня 1450 — 11 октября 1493), 1-й муж — Сфорца Мария Сфорца, герцог Бари (1451—1479), 2-й муж — Эрколе I д’Эсте, герцог Феррарский (1431—1505). Мать Изабеллы д’Эсте и Беатриче д'Эсте
- Федерико IV (19 апреля 1452 — 9 ноября 1504), король Неаполя (1496—1501)
- Джованни (25 июня 1456 — 17 октября 1485), архиепископ Таранто и кардинал
- Беатриса (14 сентября/16 ноября 1457 — 23 сентября 1508), супруга с 1476 года короля Венгрии Матьяша Хуньяди (1443—1490) и с 1490 года короля Чехии и Венгрии Уласло II (1456—1516)
- Франческо Арагонский[итал.] (16 декабря 1461 — 26 октября 1486), герцог Сант-Анджело и маркиз Бишелье.